# Vênus
Vênus war eine brasilianische Heavy-Metal-Band aus Teresina, die Mitte der 1980er Jahre aktiv war. Die Band brachte mit ihrem selbstbetitelten Debütalbum ihr erstes und einziges Album auf den Markt. Sie löste sich 1989 auf.

## Bandgeschichte
Im Frühling 1982 gründeten Thyrso Marechal, Nenê, Pincel und Kinha die Band Vênus. Sie begannen zusammen Songs zu covern und schrieben kurz darauf ihre ersten eigenen Lieder. 1984 spielten sie das erste Mal beim Rock Festival Setembro vor knapp 2000 Zuschauern. Zudem ersetzte Ico Almendra den Gitarristen Nenê, der aus beruflichen Gründen die Band verließ. Anderthalb Jahre später veröffentlichte die Band ihr erstes Demo-Tape mit sechs Songs, welches die Band daraufhin vermarkte. Währenddessen war die Band auf der Suche nach einem Sänger mit einem aggressiveren Gesangsstil, bis sie schließlich auf Kleber trafen, welcher bereits Erfahrungen mit seiner eigenen Band Wagark gesammelt hatte.
Im Jahre 1986 begann die Band mit den Aufnahmen zu ihrem selbstbetitelten Album Vênus, doch während der Recordings verließ Sänger Kleber die Band und Thyrso Marechal übernahm, neben der Gitarre, wieder den Gesang. Kurz nach Erscheinen ihres ersten Albums trat João Filho der Band als neuer Sänger bei und sie begaben sich auf Tour durch Nordbrasilien und spielten wie schon ein paar Jahre zuvor auf dem Rock Festival Setembro. 
1989 löste sich die Band auf.

## Diskografie
- 1986: Vênus